# غيدقة لامبرتية
غيدقة لامبرتية (الاسم العلمي: Hydrophis lamberti) (بالإنجليزية: Lambert's Sea Snake)‏ هي نوع من الزواحف تتبع جنس الغيدقة من فصيلة العرابيد.